# Чакруло
Чакруло (груз. ჩაკრულო, буквально «пов'язані клятвою») — грузинська народна хорова застільна пісня, що з'явилася в  Кахетії. Являє собою дві індивідуальні вокальні партії на тлі повільного хору. Пісня присвячена приготуванню воїнів до битви проти тирана, який пригнічує народ.

## Світова популярність
У 2001 році пісня як зразок грузинського хорового (поліфонічного) співу була включена в Список шедеврів усної та нематеріальної культурної спадщини людства ЮНЕСКО. Однак ще раніше пісня була записана на  золоту платівку «Вояджера» і відправлена разом з іншими 26 композиціями на автоматичній міжпланетній станції Вояджер-2 20 серпня 1977 року. Керівник проектів НАСА Джон Касан і американський астроном Карл Саган, відбираючи матеріал для запису на платівку «Вояджера», включили в підсумковий список композицій і «Чакруло» у виконанні грузинського ансамблю «Ерісіоні», а в 2017 році Касан вперше побував в Грузії з нагоди 40-річчя від дня початку місії «Вояджера».